# Conewago Township (comté d'Adams, Pennsylvanie)
Conewago Township est un township, situé dans le comté d'Adams, en Pennsylvanie, aux États-Unis,. En 2010, il comptait une population de 7 085 habitants.

## Démographie
Lors du recensement de 2010, le township comptait une population de 7 085 habitants. Elle est estimée, en 2016, à 7 172 habitants.

## Personnalités
- John Timon (1797-1867), évêque de Buffalo

### Source de la traduction
- (en) Cet article est partiellement ou en totalité issu de l’article de Wikipédia en anglais intitulé « Conewago Township, Adams County, Pennsylvania » (voir la liste des auteurs).